# Тсиргулийна
Тси́ргулийна (эст. Tsirguliina), на письме ранее также Tsirgulinna (Тсиргулинна), в письменных источниках 1923 года Са́нгасте-Тси́ргулинн (эст. Sangaste-Tsirgulinn) — посёлок в волости Валга уезда Валгамаа, Эстония.  

## География и описание
Расположен в южной части Эстонии, в 10 километрах к северо-востоку от уездного и волостного центра — города Валга, у шоссе Йыхви-Тарту-Валга. Высота над уровнем моря — 53  метра.
Климат умеренный. Официальный язык — эстонский. Почтовый индекс — 68316.

## Население
По данным переписи населения 2021 года, в Тсиргулийна  насчитывалось 393 жителя, из них 343 (87,9 %) — эстонцы.
По состоянию на 1 января 2020 года в посёлке насчитывалось 414 жителей: 215 женщин и 199 мужчин; 259 человек трудоспособного возраста (15–64 года), 54 ребёнка в возрасте до 15 лет и 101 человек пенсионного возраста (65 лет и старше).
По данным переписи населения 2011 года, в посёлке проживали 434 человека, из них 378 (87,1 %) — эстонцы.
Численность населения посёлка Тсиргулийна:
| Год  | 1959 | 1970  | 1979  | 1989  | 2000  | 2011  | 2017  | 2018  | 2019  | 2020  | 2021  |
| ---- | ---- | ----- | ----- | ----- | ----- | ----- | ----- | ----- | ----- | ----- | ----- |
| Чел. | 864  | ↗ 866 | ↘ 815 | ↘ 641 | ↘ 530 | ↘ 434 | ↗ 440 | ↘ 426 | ↘ 417 | ↘ 414 | ↘ 393 |

## История
В 1887 году было завершено строительство железной дороги Валга—Тарту, и открыта станция Сангасте. Вокруг неё стало постепенно формироваться поселение. Хозяин недалеко расположенного хутора Раа (Raa, южноэстонское слово raag : raa означает «ива», «большая ракита») Юхан Кюбар (Juhan Kübar) продал земельные участки первым желающим. Покупатели носили фамилии Kull («ястреб»), Kurvits («кулик»), Teder («тетерев»), Tuvikene («горлица»), также было несколько человек с фамилией Vares («ворона»), поэтому местные шутники прозвали новую деревню Tsirguliin — «Птичий город» (южноэстонское слово tsirk : tsirgu означает «птица», liin : liina — «город»). После 1930-х годов, по аналогии с другими эстонскими топонимами, название населённого пункта получило форму родительного падежа.

## Инфраструктура
В Тсиргулийнна работают основная школа (при ней — детский сад „Õnnelind" (с эст. «Птица счастья»)), народный дом, молодёжный центр, бар-магазин „Anti". Центр семейного врача закрылся в 2016 году; ближайший населённый пункт, где можно получить медицинскую помощь первого уровня — посёлок Сангасте, расстояние до него составляет 11 километров.
Тсиргулийна имеет частое автобусное сообщение с городом Валга. Есть уличное освещение и система центрального водоснабжения и канализации. Сеть центрального теплоснабжения отсутствует, отопление зданий осуществляется посредством локальных систем.
Основные работодатели посёлка по состоянию на 30 сентября 2020 года:
| Предприятие/организация | Вид деятельности                        | Численность работников |
| ----------------------- | --------------------------------------- | ---------------------- |
| Tsirguliina Kool        | Основная школа                          | 47                     |
| Sapronen OÜ             | Производство деревянной тары и поддонов | 12                     |
| Anti ja partnerid OÜ    | Бар-магазин                             | 3                      |

## Комментарии
1. ↑  Эстонские топонимы, оканчивающиеся на -а, не склоняются и не имеют женского рода (исключение — Нарва)[7].